# Myszczyn
Myszczyn – wieś w Polsce położona w województwie mazowieckim, w powiecie warszawskim zachodnim, w gminie Ożarów Mazowiecki. Ma status sołectwa. Leży przy trasie wojewódzkiej nr 888.
Wierni Kościoła rzymskokatolickiego należą do parafii św. Antoniego w Łaźniewie.
Wieś szlachecka Miscino położona była w drugiej połowie XVI wieku w powiecie błońskim ziemi warszawskiej województwa mazowieckiego. W latach 1975–1998 miejscowość administracyjnie należała do województwa warszawskiego.
Według stanu w 2021 sołectwo liczyło 168 mieszkańców.
13 września 1939 żołnierze niemieccy rozstrzelali 6 Polaków, w tym dwóch mieszkańców wsi.